# 사우스런던

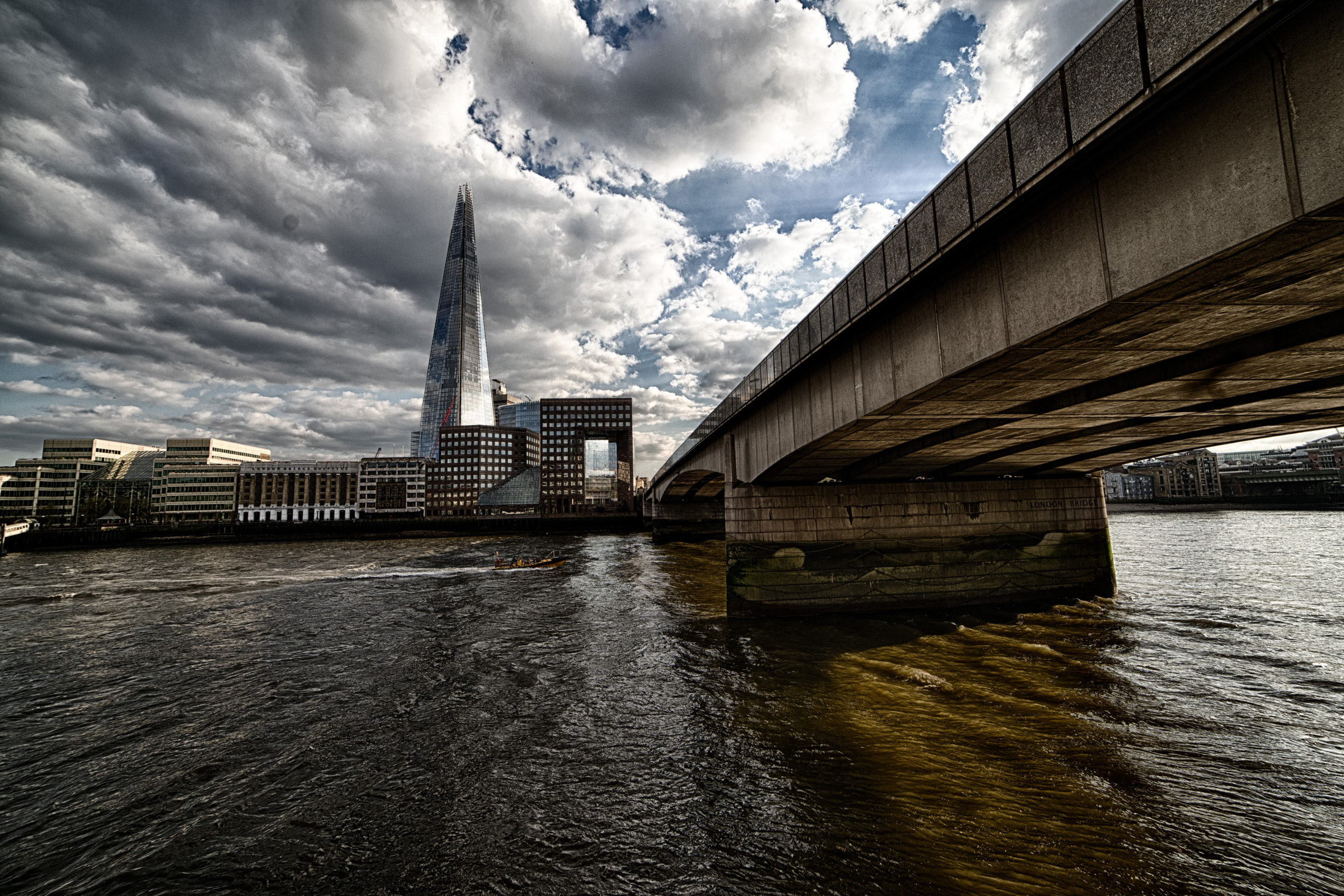
템스강을 가로지르는 런던 브리지와 그 너머 보이는 서더크의 더 샤드

사우스런던 (South London)은 영국 잉글랜드 런던 시의 템스강 이남 지역을 말한다. 런던 자치구 중에서는 총 11개 구가 온전히 속해 있으며, 강을 사이로 걸쳐 있는 리치먼드구도 속해 있다. 이곳을 기점으로 런던은 서리주 북부와 켄트주 서부 지역으로 이어지는 형세다. 이 사우스런던을 동서로 나누어 각각 '사우스웨스트', '사우스이스트'라 칭하기도 한다.
일찍이 앵글로색슨족 시대부터 이 지역에 시가지가 들어섰던 것으로 보이며, 당시 문헌에는 '수트리가나워르크'라 기록되어 있다. 이는 곧 '서리인의 요새'라는 뜻으로, 오늘날의 서더크 일대에 해당된다.

## 상세

### 역사

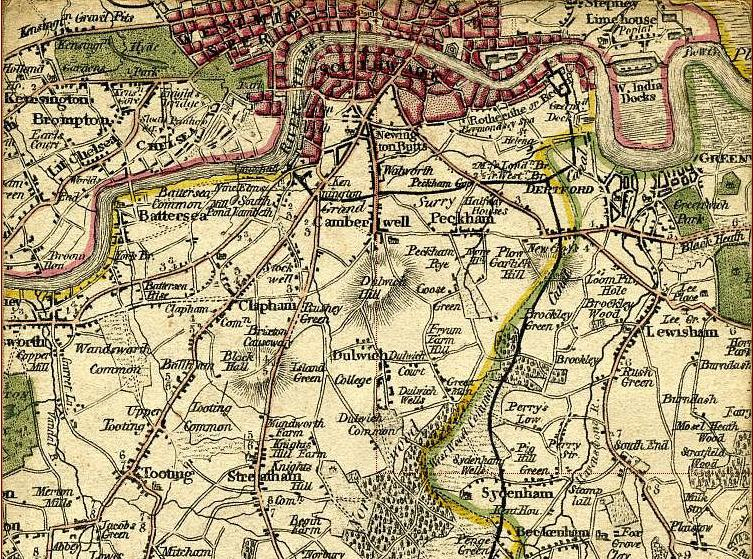
1800년 사우스런던 지도. 서리주와 켄트주 경계가 표시되어 있다.

사우스런던은 런던 브리지 남단으로 이어지는 서더크 지역에서부터 시작된다. 런던 브리지는 역사상 처음으로 템스강을 건널 목적으로 건설된 다리로, 그 존재 자체가 사우스런던 일대에 일찍이 사람이 정착하여 왕래하고 있었음을 보여준다. 서더크의 원래 이름은 '수드링가나워르크' (Suthriganaweorc)였는데 뜻풀이하면 '서리인의 요새'가 된다. 앵글로색슨족이 잉글랜드 남부의 요새에 관해 기록한 문서인 부르갈 히다게에 따르면 수드링가나워르크란 요새는 알프레드 대왕이 바이킹 군의 대군세를 물리치기 위해 세운 군사 시설 중 하나였다고 한다. 서더크는 1295년부터 전국급 통합구 (Incorporated Borough) 지위를 부여받았기 때문에, 그냥 '더 보로' (The borough)라 부르기도 했다. 1550년부터 1899년까지는 시티오브런던에 속해 있었으며, '브리지위드아웃' (Bridge Without)이란 이름의 워드 구역으로 설치되어 있었다.
1720년 존 스트라이프의 저서 <런던 개관> (Survey of London)에서는 런던을 네 지역으로 구분하여 그 중 하나로 서더크를 꼽았다. 시티오브런던, 웨스트민스터 (웨스트런던), 서더크 (사우스런던), '런던탑 너머 지역' (이스트런던)이 바로 그것이다. 오늘날 노스런던이라 불리는 지역 일대는 아직 개발되지 않은 실정이었다. 그러나 18세기 중반까지만 하더라도 템스강을 건너는 다리는 여전히 런던 브리지 하나뿐이었기 때문에, 서더크를 위시로 한 템스강 이남 지역의 개발 속도는 템스강 이북 지역보다 더딘 결과를 낳았다.
이후 웨스트민스터교가 처음 개통되고, 런던브리지 서쪽 방면으로 다른 다리들도 속속 건설되면서 남서부 일대로 시가지가 발달하게 되었으나, 런던브리지 동쪽 방면으로는 타워 브리지만 건설되었기 때문에 남동부 일대는 발전속도가 더욱 둔화되었다. 이 지역에 개발이 시작된 것은 훗날 서리 커머셜 부두 (Surrey Commercial Docks)가 완공되고 나서의 일이다. 19세기부터는 철도망의 건설로 사우스런던의 성장은 가속도가 붙게 되었다.

### 행정
'사우스런던'이라는 용어 자체는 런던 템스강 이남 지역의 행정문제를 다루기 위한 공식 명칭으로 사용되고도 있다. 그 사례는 다음과 같다.
- 선거구 획정: 2017년 영국 정부는 잉글랜드 구획위원회에게 영국 의회의 선거구를 재검토해달라고 요청했다. 구획위원회 측은 잉글랜드의 지역별로 시작해서 해당 지역 내의 지역관할 행정부들을 일정한 하위 지역으로 묶고, 거기서 하위 구역으로 다시 나누었다. 이렇게 설정된 '사우스런던' 하위지역에는 템스강 이남을 온전히 차지하는 11개 런던자치구와, 템스강 이남에 자리한 리치먼드어폰템스구 일부 지역까지 포괄토록 했다.[4] 앞서 2013년 재검토 당시에는 이와 같은 권고사항이 채택되지 않고 리치먼드어폰템스구 전역을 사우스런던 하위지역에 포함시키는, 조금 다른 방식을 취했다.[5]
- 런던 플랜: 2004년 런던광역행정청이 발표한 종합도시계획인 '런던 플랜'에서는 런던의 각 하위지역을 구분해 놓았는데 여기서 브롬리구, 크로이던구, 킹스턴어폰템스 왕립구, 머턴구, 리치먼드어폰템스구, 서턴구를 '사우스런던'으로 묶었다.[6] 2001년 기준 사우스런던의 인구는 1,329,000명으로 추산됐다.[7] 이때의 지역 구분법은 관영 자립교육 기구인 '커넥션스' (Connexions)를 비롯해 여러 단체에서 활용하기도 했다.[8]
  - 2008년판에서는 '사우스이스트'란 이름으로 서더크구, 그리니치구, 벡슬리구, 브롬리구를, '사우스웨스트'란 이름으로 크로이던구, 킹스턴어폰템스 왕립구, 램버스구, 머턴구, 서턴구, 리치먼드어폰템스구, 원즈워스구를 관할하토록 한 하위지역 두 개를 새로 정의하였다.[9]
  - 2011년판의 지역 구분법에서는 '사우스런던' 지역이 부활되어 브롬리구, 크로이던구, 킹스턴어폰템스 왕립구, 리치먼드어폰템스구, 머턴구, 서턴구, 원즈워스구, 벡슬리구, 그리니치구, 루이셤구가 들어가게 되었다.

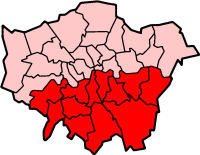
템스강 이남에 속한 런던 자치구의 영역.
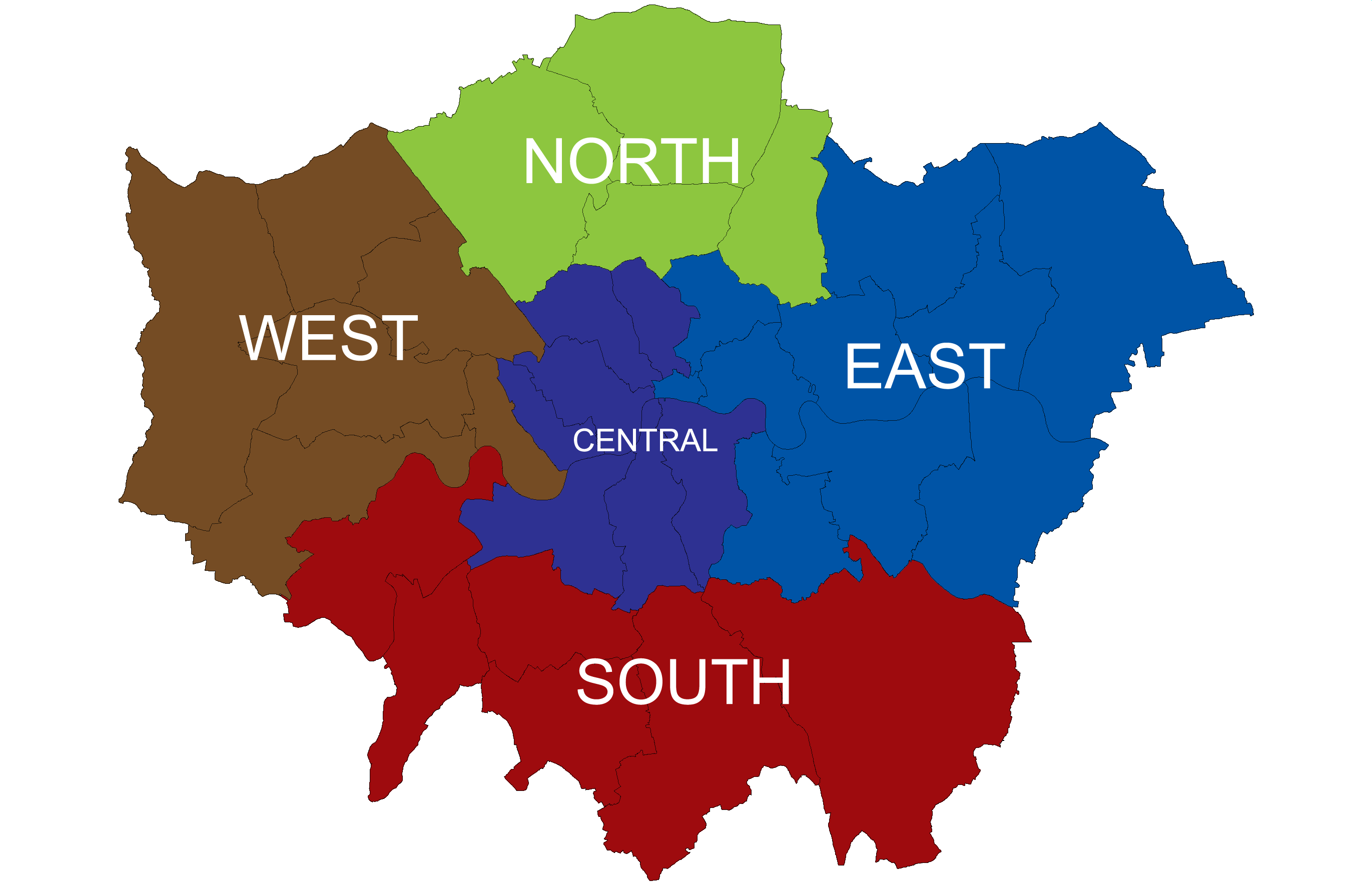
2004년 런던플랜의 지역구분법
2008년 런던플랜의 지역구분법. 사우스이스트 (보라색)와 사우스웨스트 (붉은색)으로 나뉘었다.
2011년 런던플랜의 지역구분법. '사우스런던' (붉은색)이 부활했다.

## 교통
런던의 심장인 시티오브런던과 웨스트런던으로 이어지는 다리는 서른 개가 넘는 반면, 이스트런던과 연결되는 다리는 타워 브리지 하나 뿐이다. 이는 사우스런던의 경제적 지형도를 여실히 보여주는 주요 특징이라고 할 수 있다.
런던 지하철 노선은 런던 북부와는 달리 남부로 뻗어나간 것이 많지 않은데, 템스강을 도강해야 한다는 부담과 지질 자체가 공사하기 까다로웠던 것이 주된 원인이다. 하지만 21세기 들어서 기술의 발전으로 터널 시공 비용이 훨씬 절감되면서, 사우스런던 지역의 지하철망도 점차 개선될 전망이다. 대표적으로 크로스레일 제2호선과 노던 선, 베이컬루 선 연장 계획이 세워지고 있다.
빈약한 지하철망과는 달리 지상 철도망의 경우 상당한 규모를 이루고 있으며, 런던에서 운영되는 트램은 모두 사우스런던 일대를 운행하고 있다.

## 사우스런던의 구
사우스런던에는 총 12개 런던 자치구가 속하며, 그 목록은 다음과 같다.
|  | 런던 자치구        | 영어명     | 런던 플랜 구분법 (2011) | 런던 의회 지역구 |
|  | ------------------ | ---------- | ----------------------- | ---------------- |
|  | 벡슬리구           | Bexley     | 이스트                  | 벡슬리 브롬리    |
|  | 브롬리구           | Bromley    | 사우스                  | 벡슬리 브롬리    |
|  | 크로이던 구        | Croydon    | 사우스                  | 크로이던 서턴    |
|  | 그리니치 왕립구    | Greenwich  | 이스트                  | 그리니치 루이셤  |
|  | 킹스턴             | Kingston   | 사우스                  | 사우스웨스트     |
|  | 램버스구           | Lambeth    | 센트럴                  | 램버스 서더크    |
|  | 루이셤구           | Lewisham   | 이스트                  | 그리니치 루이셤  |
|  | 머턴구             | Merton     | 사우스                  | 머턴 원즈워스    |
|  | 리치먼드 구 (일부) | Richmond   | 웨스트                  | 사우스웨스트     |
|  | 서더크구           | Southwark  | 센트럴                  | 램버스 서터크    |
|  | 서턴구             | Sutton     | 사우스                  | 크로이던 서턴    |
|  | 원즈워스 구        | Wandsworth | 사우스                  | 머턴 원즈워스    |

## 같이 보기
- 런던
- 노스런던
- 런던의 지리
- 런던 플랜
- 서더크